# محمد بن عبد الله المخرمي
محمد بن عبد الله بن المبارك، أبو جعفر القرشي مولاهم البغدادي المخرمي المدائني (173 هـ - 254 هـ)، قاضي حلوان. من أئمة الحديث وهو ثقة حافظ، قال الذهبي: «الإمام العلامة الحافظ الثبت»، مات سنة أربع وخمسين ومائتين.

## روايته للحديث النبوي
- حدث عن: وكيع، ويحيى بن سعيد، وأبي معاوية الضرير، وعبد الرحمن بن مهدي، وأبي أسامة، ومعاذ بن هشام، وإسحاق بن يوسف الأزرق وشبابة، ومظفر بن مدرك الحافظ، ويحيى بن آدم، ويحيى بن عيسى الرملي، ويزيد بن هارون، وأبي عامر العقدي، وخلق. وينزل إلى مصعب بن عبد الله، ويحيى بن معين، ويحيى بن أيوب المقابري.
- حدث عنه: البخاري، وأبو داود، والنسائي، وأبو حاتم، والفسوي، وابن أبي الدنيا، وإبراهيم الحربي. وأبو بكر أحمد بن المروزي، وعمر بن بجير، وابن خزيمة، وابن صاعد، والقاضي المحاملي، ومحمد بن محمد الباغندي، وخلق سواهم.[1]

## الجرح والتعديل
أقوال وآراء العلماء فيه:
- قال أبو أحمد بن عدي الجرجاني: «كان حافظا».
- قال أبو بكر الباغندي: «حافظ متقن».
- قال أبو حاتم الرازي: «ثقة».
- ذكره أبو حاتم بن حبان البستي في الثقات.
- قال أبو نصر بن ماكولا: «ثبت عالم».
- أحمد بن حنبل: أمر ابنه عبد الله أن يكتب عنه.
- قال أحمد بن شعيب النسائي: «ثقة، ومرة: كان أحد الثقات، ما رأينا بالعراق مثله».
- قال ابن أبي حاتم الرازي: «صدوق ثقة».
- قال ابن حجر العسقلاني: «ثقة حافظ».
- قال الخطيب البغدادي: «كان من أحفظ الناس للأثر وأعلمهم بالحديث».
- قال الدارقطني: «ثقة كان حافظا، ومرة: ثقة، جليل، متقن».
- قال الذهبي: «الحافظ من أئمة الأثر، ومرة: الإمام العلامة الحافظ الثبت».
- قال عبد الله بن محمد الفرهاذاني:«كنا نصف المخرمي بالمعرفة».
- علي بن المديني: قيل له من وجدت أكيس القوم قال هذا الغلام المخرمي.
- قال مسلمة بن القاسم الأندلسي: «أحد الثقات، جليل القدر».
- قال نصرك الكندي: «كان من الحفاظ المتقنين المأمونين».